# 赵平 (1974年)
赵平（1974年12月—），四川绵阳人，汉族，中国共产党党员。中华人民共和国政治人物、第十三届全国人民代表大会陕西省代表。

## 生平
2018年，赵平被选为陕西省出席第十三届全国人民代表大会代表。